# VfB Torgelow
VfB Torgelow was een Duitse voetbalclub uit Torgelow, Mecklenburg-Voor-Pommeren. In de jaren twintig speelde de club een tijd op het hoogste niveau.

## Geschiedenis
De club werd in 1921 opgericht en sloot zich aan bij de Baltische voetbalbond. VfB ging in de competitie van Uckermark spelen. In 1925 werd de club kampioen en plaatste zich zo voor de Pommerse eindronde. De club had een bye voor de eerste ronde en ging rechtstreeks naar de halve finale, waarin ze met 5:2 verloren van Stargarder SC. Hierna kon de club geen kampioen meer worden, vanaf de invoering van de Gauliga Pommern speelde de club niet meer op het hoogste niveau.
Na de Tweede Wereldoorlog werden alle Duitse voetbalclubs ontbonden. De club werd niet meer heropgericht.

## Erelijst
Kampioen Uckermark
1925